# 朱載堯
襄敬王朱載堯（16世纪—1595年），是襄莊王朱厚熲庶第一子，生母次妃刘氏，明仁宗之晜孙，明朝第七代襄王。

## 生平
朱載堯在嘉靖四十二年（1563年）十月受封安福王。嘉靖四十五年十二月（1567年），生父朱厚熲過世，朱載堯因此受敕主持襄王府事务。隆慶三年（1569年），因朝廷定下旁支不许袭爵的新规，礼部指称朱載堯生父朱厚熲由旁支宗室续封亲王，朱載堯本人应该被革除袭封资格，其作为亲王之子受封的郡王爵位也应该取消。但明穆宗认为朱厚熲是在新规定出台前袭王爵，因此仍然准许朱載堯承袭父爵。
朱載堯後於隆慶三年（1569年）襲封襄王；隆慶五年（1571年）四月，明穆宗差遣泰寧侯陳良弼等人持節冊封襄陽縣生員孔從先女孔氏為襄王妃。萬曆元年（1573年）十一月，明神宗册封朱載堯生母劉氏為襄莊王繼妃。
萬曆二十三年（1595年），朱載堯逝世，朝廷赐諡號敬，其弟郧城王朱載䵺获准离开襄阳城为他安葬，朱載堯葬于今襄阳市谷城县茨河镇青安山上:25；六年後其庶长子朱翊銘就嗣位。另有庶二子朱翊鎬，封蘭陽王。